# 林德勒夫空間
Lindelöf 空間是每個開覆盖都有可數子覆蓋的拓撲空間。注意緊空間的定義為每個開覆蓋都有有限子覆蓋，因此林德勒夫空間可以視為緊空間的推廣。如果一個拓樸空間的所有子空間都是 Lindelöf 空間，那麼這個拓樸空間我們稱之為可傳 Lindelöf 空間 (Hereditarily Lindelöf Space) 或強 Lindelöf 空間，但後者因為模糊且容易混淆而較少使用。
Lindelöf 空間是以芬蘭數學家 Ernst Leonard Lindelöf 的名字命名。

## Lindelöf 空間的性質
- 每個緊空間，或更廣義地說，每個 σ-緊空間都是 Lindelöf 的。每個可數空間都是 Lindelöf 的。
- 一個 Lindelöf 空間是緊的若且唯若它是可數緊的。
- 每個第二可數空間都是 Lindelöf 的，反之則不然。例如，有許多緊空間並非第二可數的。
- 一個度量空間是 Lindelöf 的若且唯若它是可分的，並若且唯若它是第二可數的。
- 每個正則 Lindelöf 空間都是正規且仿緊的。
- 對於一個拓樸空間的可數多個 Lindelöf 子空間，其聯集是 Lindelöf 的。
- Lindelöf 空間的每個閉子空間都是 Lindelöf 的。所以每個 Lindelöf 空間中的 Fσ 集都是 Lindelöf 的。
- Lindelöf 空間的任意子空間不一定是 Lindelöf 的。
- Lindelöf 空間的連續像是 Lindelöf 的。
- Lindelöf 空間與緊空間的積空間是 Lindelöf 的。
- Lindelöf 空間與 σ-緊空間的積空間是 Lindelöf 的。這是前一個性質的推論。
- 即使是有限個 Lindelöf 空間的積空間都未必是 Lindelöf 空間，例如，Sorgenfrey直線 {\displaystyle S} 是 Lindelöf 的，但 Sorgenfrey平面 {\displaystyle S\times S} 並非 Lindelöf 的。
- Lindelöf 空間中，每個由非空子集組成的局部有限族最多是可數的。

## 可傳 Lindelöf 空間的性質
- 一個空間是可傳 Lindelöf 的若且唯若它的每個開子空間都是 Lindelöf 的。
- 可傳 Lindelöf 空間對於取可數多聯集、子空間及連續像有封閉性。
- 一個正則 Lindelöf 空間是可傳 Lindelöf 的若且唯若它是完美正規的。
- 每個第二可數空間都是可傳 Lindelöf 的。
- 每個可數空間都是可傳 Lindelöf 的。
- 每個蘇斯林空間 (Suslin space) 都是可傳 Lindelöf 的。
- 每個可傳 Lindelöf 空間的拉東測度 (Radon measure) 都是 moderated。

## 一般化
以下的定義將緊緻與 Lindelöf 一般化。如果一個拓樸空間的每個開覆蓋都有一個基數嚴格小於 {\displaystyle \kappa } 的子覆蓋，那麼我們稱這個拓樸空間是 {\displaystyle \kappa }-緊（或 {\displaystyle \kappa }-Lindelöf）的，其中 {\displaystyle \kappa } 是任意基數。根據這個定義，緊空間是 {\displaystyle \aleph _{0}}-緊的，而 Lindelöf 是 {\displaystyle \aleph _{1}}-緊的。
Lindelöf 度數 (Lindelöf degree)，或稱 Lindelöf 數 (Lindelöf number)，以 {\displaystyle l(X)} 表示，是使得「拓樸空間 {\displaystyle X} 的每個開覆蓋，都有不比 {\displaystyle \kappa } 大的子覆蓋」的最小基數 {\displaystyle \kappa }。 用符號表示即是：如果 {\displaystyle l(X)=\aleph _{0}} 那麼 {\displaystyle X} 是 Lindelöf 的。注意前述所定義的 Lindelöf 度數並未區分緊空間與 Lindelöf 非緊空間。有些作者用「Lindelöf 度數」表達不同的概念：使得「拓樸空間 {\displaystyle X} 的每個開覆蓋，都有大小嚴格地小於 {\displaystyle \kappa } 的子覆蓋」的最小基數 {\displaystyle \kappa }。對於後者（且較少使用）的這種定義而言，Lindelöf 度數是使得「一個拓樸空間 {\displaystyle X} 是 {\displaystyle \kappa }-緊」的最小基數。這樣的概念有時候也被稱為空間 {\displaystyle X} 的緊緻性度數 (compactness degree)。